# Tinantia standleyi
Tinantia standleyi là một loài thực vật có hoa trong họ Commelinaceae. Loài này được Steyerm. miêu tả khoa học đầu tiên năm 1944.